# Druten
Druten  è una municipalità dei Paesi Bassi di 18 106 abitanti situata nella provincia di Gheldria.